# Keurmacen (departement)
Keur-Macene är ett departement i Mauretanien.   Det ligger i regionen Trarza, i den sydvästra delen av landet, 160 km söder om huvudstaden Nouakchott.